# Миљен Крека Кљаковић
Миљен Крека Кљајковић (Осијек, 22. новембар 1950) је српски и југословенски филмски сценограф.

## Биографија
Дипломирао на Архитектонском факултету у Београду.
На филмску сцену ступио је са представницима Прашке школе (Марковић, Карановић, Паскаљевић, Кустурица...), с којима је ишао из филма у филм све док није почео да сарађује са француском продуценткињом Клоди Осар која га је после рада на једној реклами ангажовала да ради сценографију за Деликатесну радњу која је Креки донела „Феликса" и „Цезара" и отворила му врата светског филма.
Он већ дуже време ради за велике филмске продукције које захтевају импозантне и маштовите сценографије епохе и жанра попут Тајног пролаза у коме је саградио Венецију у Луксембургу, Номада (велелепни дворац у казахстанској степи) или Гутача грехова који је обележио изванредним сакралним објектима.
Радио је на најзначајнијим филмским радовима у бившој Југославији, односно са редитељима попут Срђана Карановића, Горана Марковића, Горана Паскаљевића, Слободана Шијана, Александра Ђорђевића, Миће Милошевића, Емира Кустурице и са другима.
Године 1991. освојио је у Француској филмску награду Сезар за рад на филму Деликатесна радња што му је послужило за даље ангажовање за рад у иностранству.
Ваља споменути неке стране наслове за које радио сценографију попут: Rasputin, Species 2, The Brave, Dune, Order, Nomad, War, Secret Passage, An ordinary man, Intrigo, Tau и на другима.
Био је номинован за награду ЕМИ за филм, а један од најзначајнијих му је рад у научнофантастичној телевизијској серији Дина - Френка Херберта.
У Србији је остварио изузетан уметнички допринос филму Свети Георгије убива аждаху. Сарађивао је са светски познатим сниматељима попут Виторио Стораро Даријуша Конђија, Метјуа Ф. Леонетија и другима.
Добитник је многобројних награда у земљи и иностранству за свој рад.
Живи на релацији Беверли Хилс — Париз —Београд.

## Сценографија
| Год.   | Назив                                  | Улога        |
| ------ | -------------------------------------- | ------------ |
| 1970-е |                                        |              |
| 1977.  | Специјално васпитање                   | сценограф    |
| 1977.  | Мирис пољског цвећа                    | сценограф    |
| 1978.  | Бошко Буха (филм)                      | арт дизајнер |
| 1979.  | Кад пролеће касни (филм)               | сценограф    |
| 1980-е |                                        |              |
| 1980.  | Петријин венац                         | арт дизајнер |
| 1980.  | Кад пролеће касни (мини серија)        | сценограф    |
| 1980.  | Трансфер (филм)                        | сценограф    |
| 1981.  | Сок од шљива                           | сценограф    |
| 1982.  | Нешто између                           | сценограф    |
| 1983.  | Како сам систематски уништен од идиота | сценограф    |
| 1984.  | Варљиво лето 68                        | сценограф    |
| 1984.  | Нема проблема                          | сценограф    |
| 1984.  | Јагуаров скок                          | сценограф    |
| 1985.  | Тајванска канаста                      | сценограф    |
| 1985.  | Јагоде у грлу                          | сценограф    |
| 1988.  | Дом за вешање                          | сценограф    |
| 1989.  | Forbidden Sun                          | сценограф    |
| 1990-е |                                        |              |
| 1991.  | Деликатесна радња                      | сценограф    |
| 1993.  | Аризона дрим                           | сценограф    |
| 1995.  | Туђа Америка                           | сценограф    |
| 1995.  | Подземље (филм)                        | сценограф    |
| 1996.  | Била једном једна земља                | сценограф    |
| 1996.  | Rasputin                               | сценограф    |
| 1997.  | The Brave                              | сценограф    |
| 1998.  | Species 2                              | сценограф    |
| 2000-е |                                        |              |
| 2000.  | I Love you, Baby                       | сценограф    |
| 2000.  | Dina                                   | сценограф    |
| 2003.  | Jelena Trojanska                       | сценограф    |
| 2003.  | The Order                              | сценограф    |
| 2004.  | Secret Passage                         | сценограф    |
| 2005.  | Köshpendiler                           | сценограф    |
| 2008.  | The War                                | сценограф    |
| 2009.  | Свети Георгије убива аждаху            | сценограф    |
| 2000-е |                                        |              |
| 2010.  | The Pillars of the Earth               | сценограф    |
| 2015.  | Mohammad Rasoolollah                   | сценограф    |
| 2017.  | An Ordinary Man                        | сценограф    |
| 2018.  | Tau                                    | сценограф    |
| 2018.  | Intrigo: Death of an Author            | сценограф    |
| 2018.  | Intrigo: Samaria                       | сценограф    |
| 2018.  | Intrigo: Dear Agnes                    | сценограф    |
| 2019.  | Andorra                                | сценограф    |
| 2021.  | The Survivor                           | сценограф    |